# التدقيق السريري
التدقيق السريري عملية تم تعريفها على أنها عملية تحسين الجودة تهدف إلى تحسين رعاية المرضى ونتائجها من خلال المراجعة المنهجية للرعاية مقابل معايير واضحة وتنفيذ التغيير.
المكون الأساسي للتدقيق السريري هو مراجعة الأداء (أو تدقيقه)، لضمان القيام بما يجب القيام به، وإذا لم يكن كذلك، فإنه يوفر إطارًا لتمكين إجراء التحسينات. تم دمج التدقيق السريري رسميًا في الأنظمة الصحية لعدد من البلدان، على سبيل المثال في عام 1993 في هيئة الخدمات الصحية الوطنية (NHS) في المملكة المتحدة، وداخل هيئة الخدمات الصحية الوطنية NHS توجد مجموعة إرشادية للتدقيق السريري في وزارة الصحة، يأتي التدقيق السريري تحت مظلة الحكم السريري ويشكل جزءًا من نظام تحسين مستوى الممارسة السريرية.

## التاريخ
أول تدقيق طبي مسجل قام به سنان بن ثابت، طبيب رئيس في بغداد ،وأبو بكر البطيحة المحتسب (مفتش السوق) بناءً على طلب خليفة الدولة العباسية المقتدر  بعد وقوع حالة إهمال طبي أدت إلى وفاة مريض، وبعد التحقيق تم تقديم أول امتحان ترخيص طبي، ويتمكن فقط الأطباء الذين يجتازون الامتحان من ممارسة الطب، وفقًا لابن الأخواة في كتابه "معالم القربة: في طلب الحسبة"، "إذا شفي المريض يتم دفع أجر الطبيب وإذا مات المريض، يذهب والديه إلى الطبيب الرئيسي، ويقدمون له الوصفات الطبية المكتوبة من قبل الطبيب. إذا حكم الطبيب الرئيسي بأن الطبيب قد أدى وظيفته بشكل مثالي دون إهمال، فإنه يخبر الوالدين أن الوفاة كانت طبيعية؛ إذا حكم بخلاف ذلك، فإنه يخبرهم: خذوا دية قريبكم من الطبيب؛ لأنه قتله بأدائه السيئ وإهماله، بهذه الطريقة الشريفة كانوا واثقين من أن المهنة الطبية تمارس من قبل أشخاص ذوي خبرة وتدريب جيد".
أحد أولى التدقيقات السريرية التي أجريتها فلورنس نايتنجيل خلال حرب القرم عام 1853-1855، عند وصولها إلى مستشفى الثكنات الطبية في أسكدار في عام 1854، شعرت نايتنجيل بالفزع من الظروف غير الصحية ومعدل الوفيات العالية بين الجنود المصابين و المرضى، قامت هي وفريقها المكون من 38  ممرضة بتطبيق إجراءات صحية صارمة ومعايير النظافة في المستشفى والمعدات ؛ بالإضافة إلى ذلك، كانت لدى نايتنجيل موهبة في الرياضيات والإحصاء، وقامت هي وفريقها بالحفاظ على سجلات دقيقة لمعدلات الوفيات بين مرضى المستشفى، بعد هذه التغييرات، انخفضت معدلات الوفيات من 40٪ إلى 2٪، وكانت النتائج حاسمة في التغلب على مقاومة الأطباء والضباط البريطانيين لإجراءات نايتنجيل، يُعترف بأن نهجها المنهجي، بالإضافة إلى التركيز على الاتساق والقابلية للمقارنة في نتائج الرعاية الصحية، يُعترف به على أنه أحد أقدم برامج إدارة النتائج.
شخصية بارزة أخرى دعت إلى التدقيق السريري هو إرنست كودمان (1869-1940)، أصبح كودمان معروفًا كأول مدقق طبي حقيقي بعد عمله في عام 1912 على مراقبة نتائج العمليات الجراحية، كانت "فكرة النتيجة النهائية" لكودمان هي متابعة تاريخ كل مريض بعد الجراحة لتحديد الأخطاء التي ارتكبها الجراحون الفرديون على مرضى محددين. على الرغم من أن عمله غالبًا ما يتم تجاهله في تاريخ تقييم الرعاية الصحية، إلا أن عمل كودمان توقع الأساليب المعاصرة لضبط الجودة وضمانها، وإقامة المساءلة، وتوزيع وإدارة الموارد بكفاءة.
في حين أن نهج "السريري" لكودمان يتناقض مع تدقيقات نايتنغيل الأكثر "وبائيات"، فإن هاتين الطريقتين تسلطان الضوء على المنهجيات المختلفة التي يمكن استخدامها في عملية تحسين نتائج المرضى.

## الدمج في الرعاية الصحية المعاصرة
على الرغم من نجاحات نايتنجيل في شبه جزيرة القرم وكودمان في ماساتشوستس، إلا أن التدقيق السريري كان بطيئًا في الانتشار، كان هذا الوضع مستمراً على مدى السنوات الـ 130 التالية تقريبًا، مع تبني أقلية فقط من العاملين في مجال الرعاية الصحية للعملية كوسيلة لتقييم جودة الرعاية المقدمة للمرضى.
مع تطور مفاهيم التدقيق السريري، تطورت أيضًا التعريفات التي سعى إلى احتواء وتفسير الفكرة. تعكس هذه التغييرات عمومًا الانتقال من وجهات النظر المتمحورة حول الأطباء في منتصف القرن العشرين إلى النهج المتعدد التخصصات المستخدم في الرعاية الصحية الحديثة، كما تعكس تغيير التركيز من وجهة نظر توفير الرعاية الصحية المتمحورة حول المهنيين إلى وجهة نظر توجهها نحو المريض، يمكن ملاحظة هذه التغييرات من خلال مقارنة التعاريف التالية:
- التدقيق القائم على المعايير - دورة تتضمن تحديد المعايير وجمع البيانات لقياس الممارسة الحالية وفقًا لتلك المعايير، وتنفيذ أي تغييرات تُعتبر ضرورية.

- الفحص السلبي للأحداث ومراقبة الحوادث الحرجة - غالبًا ما تُستخدم هذه الطريقة لمراجعة الأقران التي أثارت القلق أو حدثت نتيجة غير متوقعة، يناقش الفريق متعدد التخصصات الحالات الفردية المجهولة للتفكير في الطريقة التي عمل بها الفريق والتعلم للمستقبل، في إعداد الرعاية الأولية، يُشار إلى ذلك باسم "تدقيق الأحداث المهمة".

- التدقيق الجراحي - جمع البيانات لجميع الحالات الجراحية، يتبعه مراجعة مستمرة وتقييم للأداء والنتائج، يرتبط بمراجعة الأقران، ولكن يتميز بالسعي إلى إدراج جميع الحالات المنفذة، بدلاً من أخذ العينات فقط.

- مراجعة الأقران - تقييم جودة الرعاية التي يقدمها فريق سريري بهدف تحسين الرعاية السريرية، يتم مناقشة الحالات الفردية من قبل الأقران لتحديد ما إذا كانت أفضل رعاية قد تم تقديمها. هذا مشابه للطريقة الموصوفة أعلاه، ولكن قد يشمل حالات "مثيرة للاهتمام" أو "غير المعتادة" بدلاً من الحالات التي تنطوي على مشاكل، لسوء الحظ، غالبًا لا يتم متابعة التوصيات التي تم تقديمها من هذه المراجعات لأنه لا توجد طريقة منهجية لمتابعتها.

- استطلاعات المرضى ومجموعات التركيز - هذه هي الطرق المستخدمة للحصول على آراء المستخدمين حول جودة الرعاية التي تلقوها.

## التدقيق السريري في هيئة الخدمات الصحية الوطنية (NHS)
في عام 1989، شهد كتاب الورقة البيضاء "العمل من أجل المرضى" أول خطوة في المملكة المتحدة لتوحيد التدقيق السريري كجزء من الرعاية الصحية المهنية. حددت الورقة التدقيق الطبي (كما كان يُسمى آنذاك) على أنه "التحليل النقدي المنهجي لجودة الرعاية الطبية بما في ذلك الإجراءات المستخدمة في التشخيص والعلاج، واستخدام الموارد والنتيجة النهائية ونوعية الحياة للمريض."
تطور التدقيق الطبي لاحقًا إلى التدقيق السريري وأعلن التنفيذي في NHS عن تعريف منقح:
"التدقيق السريري هو التحليل المنهجي لجودة الرعاية الصحية، بما في ذلك الإجراءات المستخدمة للتشخيص والعلاج والرعاية، واستخدام الموارد والنتيجة النهائية ونوعية الحياة للمريض."
نشر المعهد الوطني للصحة وجودة الرعاية(NICE) ورقة بعنوان "المبادئ الخاصة بأفضل الممارسات في التدقيق السريري"، والتي تعرف التدقيق السريري على أنه
"عملية تحسين الجودة تسعى إلى تحسين رعاية المرضى والنتائج من خلال المراجعة المنهجية للرعاية مقابل معايير واضحة وتنفيذ التغيير، يتم اختيار جوانب من هيكل وعمليات ونتائج الرعاية وتقييمها بشكل منهجي مقابل معايير واضحة، في حالة الإشارة، يتم تنفيذ التغييرات على مستوى الفرد أو الفريق أو الخدمة ويتم استخدام المزيد من المراقبة لتأكيد التحسن في تقديم الرعاية الصحية"
تم دمج التدقيق السريري ضمن الحوكمة السريرية في الورقة البيضاء لعام 1997، "الخدمة الصحية الوطنية الجديدة: "حديثة وقابلة للتحمل"، والتي جمعت بين عمليات تحسين الخدمة المتفرقة وأنشأها رسميًا في إطار حوكمة سريرية متماسكة.

## عملية التدقيق السريري
يمكن وصف التدقيق السريري على أنه دورة أو حلزون، داخل الدورة توجد مراحل تتبع العملية المنهجية المتمثلة في وضع أفضل الممارسات وقياس الامتثال للمعايير واتخاذ إجراءات لتحسين الرعاية والمراقبة لاستدامة التحسن، مع استمرار العملية، تتطلع كل دورة إلى مستوى أعلى من الجودة.
ترتبط هذه العمليات بمنهجية إدارة التغيير وتستخدم تقنيات دورات خطط نفذ تحقق صحح (PDSA) و تصنيع رشيق (LEAN) و حيود سداسي (Six Sigma) و تحليل السبب الجذري و تخطيط العمليات. 

المرحلة الأولى: تحديد المشكلة أو القضية
تتضمن هذه المرحلة اختيار موضوع أو قضية للمراجعة، ومن المرجح أن تشمل قياس الالتزام بعمليات الرعاية الصحية التي أثبتت أنها تحقق أفضل النتائج للمرضى، ويتأثر اختيار موضوع التدقيق بالعوامل التالية:
- وجود معايير وإرشادات وطنية؛ وجود أدلة قاطعة حول الممارسة السريرية الفعالة (طب مسند بالدليل).
- المجالات التي واجهت مشاكل في الممارسة.
- ما أوصى به المرضى والجمهور بالبحث فيه.
- حيث توجد إمكانية واضحة لتحسين تقديم الخدمة.

- المجالات ذات الحجم الكبير أو الخطر العالي أو التكلفة العالية، والتي يمكن فيها إجراء تحسينات.

بالإضافة إلى ذلك، قد توصي الجهات الوطنية، مثل المعهد الوطني للصحة وجودة الرعاية أو لجنة الرعاية الصحية، بموضوعات التدقيق، والتي قد توافق مؤسسات هيئة الخدمات الصحية الوطنية على المشاركة فيها، يوصي مخطط الاعتماد بثقافة التدقيق للمستشفيات المشاركة داخل وخارج المملكة المتحدة، ويمكنه تقديم المشورة بشأن موضوعات التدقيق.

المرحلة الثانية: تعريف المعايير والمقاييس
تتضمن هذه المرحلة اتخاذ قرارات بشأن الغرض العام للتدقيق، سواء كان ذلك ما يجب أن يحدث نتيجةً للتدقيق، أو السؤال الذي ترغب في الإجابة عنه من خلال التدقيق، ويجب أن يتم توثيقها على شكل سلسلة من البيانات أو المهام التي ستركز عليها عملية التدقيق، يشكل هذه البيانات مجتمعة معايير التدقيق، هذه المعايير هي بيانات صريحة تحدد ما يتم قياسه وتمثل عناصر الرعاية التي يمكن قياسها بشكل موضوعي، تحدد المعايير الجانب المطلوب قياسه من الرعاية، ويجب أن تستند دائمًا إلى أفضل الأدلة المتاحة.
- المعيار هو مستوى التزام المتوقع لكل معيار قياسي (عادةً ما يتم التعبير عنها كنسبة مئوية)، على سبيل المثال، "يشارك الآباء / المربين في التفاوض أو التخطيط لرعاية طفلهم".

- المعيار القياسي هو الحد الأدنى المتوقع للامتثال لكل معيار (عادةً ما يتم التعبير عنها كنسبة مئوية)، بالنسبة للمثال أعلاه، سيكون المعيار القياسي المناسب هو: "هناك أدلة على مشاركة الآباء / المربين في التخطيط للرعاية في 90٪ من الحالات".

المرحلة الثالثة: جمع البيانات
لضمان جمع البيانات بدقة، وضمان جمع المعلومات الأساسية فقط، يجب تحديد بعض التفاصيل المتعلقة بما سيتم التدقيق فيه من البداية. تشمل هذه التفاصيل:
- مجموعة المستخدمين المشمولين في التدقيق، مع ملاحظة أي استثناءات.
- المتخصصين في الرعاية الصحية المشاركين في رعاية المستخدمين.
- الفترة التي تنطبق عليها المعايير.

حجم العينة لجمع البيانات غالبًا ما يكون توازنًا بين الصحة الإحصائية للنتائج والمسائل العملية المتعلقة بجمع البيانات. يمكن أن تكون البيانات المراد جمعها متاحة في نظام معلومات محوسب، أو في بعض الحالات قد يكون مناسبًا جمع البيانات يدويًا أو إلكترونيًا باستخدام حلول جمع البيانات مثل فورميك، وذلك اعتمادًا على النتيجة المراد قياسها. في كلتا الحالتين، يجب أخذ الاعتبار للبيانات التي ستتم جمعها، ومن أين ستتم العثور على البيانات، ومن سيقوم بجمع البيانات.
يجب أيضًا مراعاة القضايا الأخلاقية ؛ يجب أن تتعلق البيانات التي تم جمعها فقط بأهداف التدقيق، ويجب احترام سرية الموظفين والمرضى - لا يجب استخدام المعلومات التي يمكن تحديدها. يجب مناقشة أي مواضيع حساسة محتملة مع لجنة أخلاقيات الطب المحلية.

 المرحلة الرابعة : مقارنة الأداء بالمعايير 
هذه هي مرحلة التحليل، حيث تتم مقارنة نتائج جمع البيانات بالمعايير. تتمثل المرحلة النهائية من التحليل في استنتاج مدى استيفاء المعايير، وإذا كان ذلك ممكنًا، تحديد الأسباب التي لم يتم الوفاء بها في جميع الحالات، قد يتم الاتفاق على أن هذه الأسباب مقبولة، أي يمكن إضافتها إلى معايير الاستثناء للمعيار في المستقبل، أو قد تشير إلى التركيز على تدابير التحسين.
من الناحية النظرية، تشير أي حالة لم يتم فيها الوفاء بالمعيار (المعايير أو الاستثناءات) في 100٪ من الحالات إلى إمكانية تحسين الرعاية، من الناحية العملية، عندما تكون نتائج المعايير قريبة من 100٪، يمكن الاتفاق على أن أي تحسن آخر سيكون من الصعب تحقيقه وأن المعايير الأخرى، بنتائج أبعد عن 100٪، هي الأهداف ذات الأولوية للعمل، سيعتمد هذا القرار على مجال الموضوع - في بعض حالات "الحياة أو الموت"، سيكون من المهم تحقيق 100٪، في مجالات أخرى قد لا تزال النتيجة المنخفضة بكثير مقبولة.

 المرحلة الخامسة: تنفيذ التغيير
بمجرد نشر نتائج التدقيق ومناقشتها، يجب التوصل إلى اتفاق بشأن التوصيات لإجراء التغييرات. استخدام خطة عمل لتسجيل هذه التوصيات هو ممارسة جيدة؛ يجب أن تشمل هذه الخطة من قام بالموافقة على عمل ما ومتى سيتم ذلك، يجب تعريف كل نقطة بشكل جيد، مع تحديد شخص مسؤول عنها وجدول زمني متفق عليه لإنجازها.
خاصة إذا تبين أن الإجراءات المستخدمة غير مناسبة أو تم تقييمها بشكل غير صحيح، في حالات أخرى قد يكون هناك حاجة إلى إجراءات جديدة أو قياسات نتائج جديدة، أو ربطها بإدارات أو أفراد آخرين، في كثير من الأحيان، تؤدي نتائج التدقيق إلى انتقاد المؤسسات أو الإدارات أو الأفراد الآخرين دون علمهم أو مشاركتهم، قد يكون التدقيق المشترك أكثر ربحية بكثير في هذه الحالة وينبغي تشجيعه من قبل قائد ومدير التدقيق السريري.

التدقيق المتكرر: الحفاظ على التحسينات
بعد فترة متفق عليها، يجب تكرار التدقيق. يجب استخدام نفس الاستراتيجيات لتحديد العينة والأساليب وتحليل البيانات لضمان المقارنة مع التدقيق الأصلي.
يجب أن يظهر التدقيق المكرر أن التغييرات قد تم تنفيذها وأن تم تحقيق تحسينات وقد يتطلب ذلك تغييرات إضافية، مما يؤدي إلى إجراءات تدقيق إضافية.
هذه المرحلة ضرورية للنجاح في عملية التدقيق - حيث تتحقق مما إذا كانت التغييرات المطبقة قد أثرت وما إذا كانت هناك حاجة لتحسينات إضافية لتحقيق معايير تقديم الرعاية الصحية المحددة في المرحلة 2.
يجب نشر نتائج التدقيق الجيدة محليًا عبر السلطات الصحية الاستراتيجية وعلى الصعيد الوطني إذا أمكن ذلك، تنشر المجلات المهنية مثل المجلة الطبية البريطانية والمعيار التمريضي نتائج التدقيقات ذات الجودة العالية، خاصة إذا كان العمل أو المنهجية قابلة للتعميم.

## ترويج التدقيق السريري
في حين أن التدقيق السريري منطقي للغاية، فقد تكون هناك مشاكل في إقناع المستشفيات والأطباء بإجراء وتطبيق التدقيق السريري في عملهم, ومع ذلك، في المملكة المتحدة، يعد التدقيق السريري أحد عناصر إجراءات حوكمة الرعاية السريرية المطلوب تنفيذها في جميع أنحاء هيئة الخدمات الصحية الوطنية.
خارج المملكة المتحدة، تعزز برامج اعتماد المستشفيات، مثل مخطط اعتماد ترينت، تطوير وتنفيذ التدقيق السريري كجزء من حوكمة الرعاية السريرية في أماكن مثل هونج كونج ومالطا.

## أنظر ايضًا
- شراكة تحسين جودة الرعاية الصحية
- الحوكمة السريرية
- مخطط اعتماد ترينت

## روابط خارجية
- تقوم شركة(DCBA,Inc) بتوفير برامج التدقيق السريري وتحسين الوثائق السريرية.
- شراكة تحسين جودة الرعاية الصحية (HQIP): تعزيز الجودة من أجل خدمات صحية أفضل، وتمول وزارة الصحة HQIP لزيادة تأثير التدقيق السريري على جودة الرعاية الصحية في إنجلترا وويلز.
- تطبيق التدقيق السريري. تطبيق تدقيق المرضى السريري (CAT) هو تحسين لتقارير السكان لأنظمة سطح المكتب السريري الرائدة في ممارسات الطب العام الأسترالية.
- "مركز دعم التدقيق السريري" يقدم تدريبًا معتمدًا ودعمًا خبيرًا في التدقيق السريري وغيره من تقنيات تحسين الجودة.
- "الشبكة الوطنية لتحسين الجودة والتدقيق السريري" - تجمع بين شبكات التدقيق السريري / فعالية المناطق من جميع أنحاء إنجلترا.
- "تحسين الجودة عبر الإنترنت" - أداة التدقيق السريري التي تتيح جمع البيانات السريعة ومجموعة من خيارات التقارير.